# 조지 암스트롱 커스터
조지 암스트롱 커스터(영어: George Armstrong Custer, 1839년 11월 11일 ~ 1876년 6월 25일)는 남북 전쟁과 인디언 전쟁에서 기병대 사령관을 지낸 미국의 군인이다. 이른 나이에 준장의 임시 계급으로 진급된 그는 다수의 남북 전쟁 전투들이 일어나는 동안 호전적인 지휘관이었으며 상대편의 기병대에 대항하여 용맹함을 떨침으로써 유명해졌다. 남북 전쟁 동안 그는 자신이 "울버린스"(Wolverines)라고 부른 미시간 여단을 지도하였다. 그는 시팅 불과 크레이지 호스가 이끄는 인디언 종족들의 연합에 대항하는 리틀 빅혼 전투에서 패하여 전사하였다. 1875년 자신이 다시는 인디언들과 싸우지 않겠다고 라코타족에게 바쳐진 화이트 버펄로 캘프 파이프에 선서한지 1년 만이었다.
커스터는 자신이 용감했던 것만큼 경솔하였고, 300권의 책, 45개의 영화와 1,000개에 달하는 그림들에서 그의 주목할 만한 일생과 군사 경력을 묘사하였다. 저명한 해병대 군인으로 자신의 명예로운 이름을 따르는 도시, 촌락, 고속도로, 국립공원과 학교들이 현재 남아있다. 하지만 그의 성공들은 실력이기보다는 많은 행운이 따른 결과였고, 그는 후세에 무모한 지휘관으로 알려졌다.
최근의 세월에 커스터의 평판은 자신이 중요한 일부를 맡은 인디언 전쟁의 재평가에 의하여 더럽혀졌다. 그가 사망한 지 오랜 후에 그는 자신이 70년 일찍이 싸운 같은 땅에 2번째 전투를 패하였다. 1946년 해리 트루먼 대통령은 리틀 빅혼 전투의 현장을 커스터 전장 국립 기념 유적으로 이름을 지으면서 리틀 빅혼 전투에 명예를 주었으나 후에 인디언들과 커스터의 마지막 저항의 찬미에 반대한 다른이들의 주장에 리틀 빅혼 전장으로 다시 이름이 지어졌다.

## 어린 시절

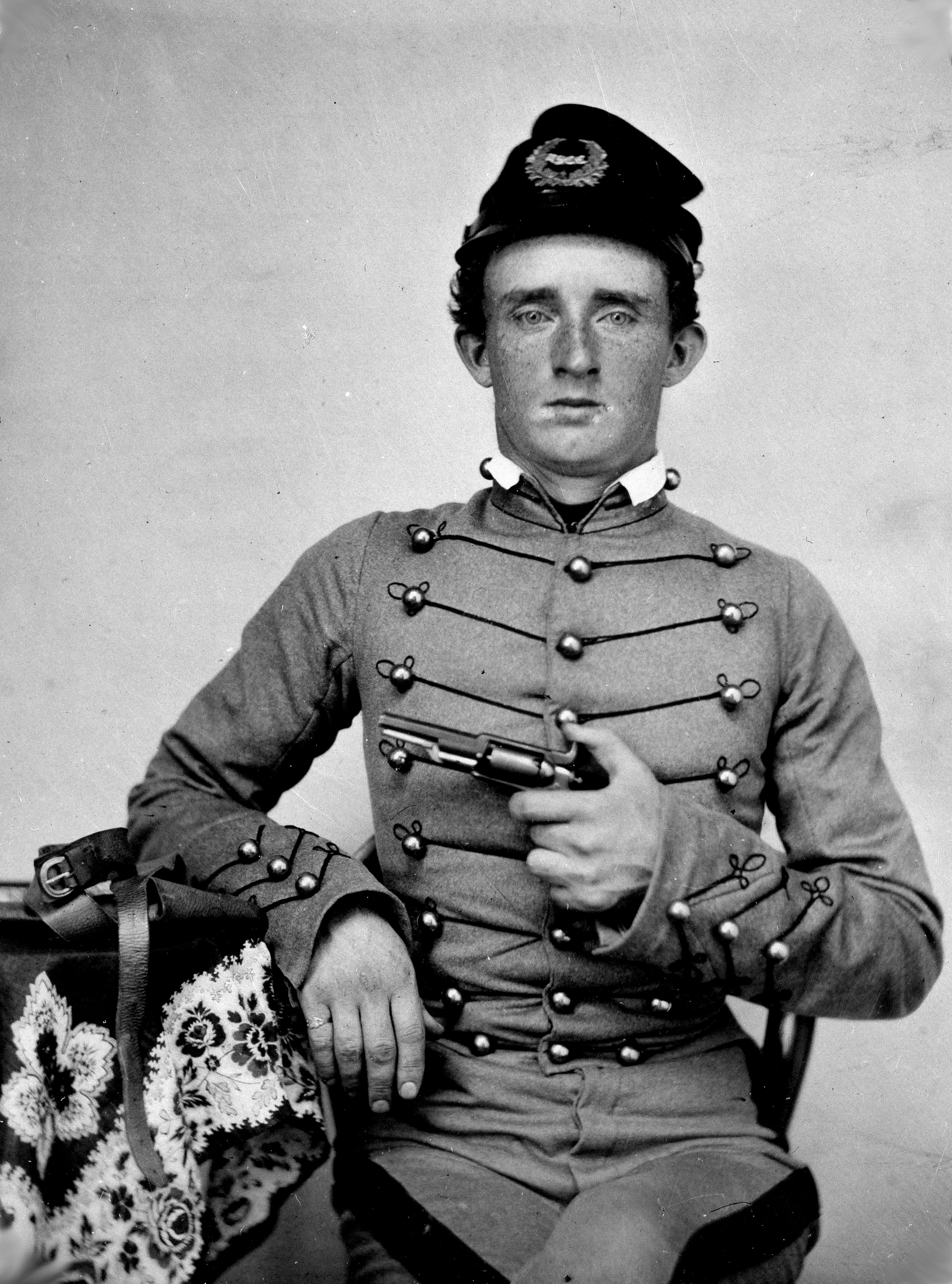
웨스트포인트 사관 학교 생도 시절의 커스터

오하이오주 뉴럼리에서 농부이자 대장장이 이매뉴얼 헨리 커스터(1806년 ~ 92년)와 마리아 워드 커크패트릭(1807년 ~ 82년)에게 태어났다. 커스터는 다양한 별명들 - Armstrong, Autie, Fanny, Curley, Yellow Hair와 Son of the Morning Star에 의하여 알려졌다. 그의 자형과 조카 등은 물론, 그의 형제들 토머스 커스터와 보스턴 커스터는 그와 함께 리틀 빅혼 전투에서 전사하였다. 원래 퀴스터(독일어: Küster)라고 불린 그의 조상은 독일 베스트팔렌에서 왔으며, 그들은 17세기에 미국으로 이주하여 도착하였다.
커스터는 자신의 어린 시절을 거의 미시간주 먼로에서 자신의 이복 누이와 그의 자형과 함께 보냈으며, 그는 거기서 학교를 다니고 이제 타운의 중심지에 동상에 의하여 명예가 주어졌다. 미국 육군사관학교에 들어가기 전에 그는 오하이오주에서 교사를 지냈다. 지방의 전설은 그의 딸로부터 커스터를 멀리하는 데 바란 두드러진 주민의 영향으로 인하여 커스터가 육군사관학교로 자신의 임명을 얻었다고 암시한다.
커스터는 남북 전쟁이 겨우 시작된 후 1861년 웨스트포인트 34명 생도의 클래스의 마지막으로부터 졸업하였다. 사관학교에서 그의 보유 기간은 불안정하였고, 그는 과도의 단점들, 동료 생도들에 많은이들이 화려하게 차려입은 이유로 자신의 4년의 각각 제명에 가까이 왔다. 그럼에 불구하고, 졸업에 그는 수훈의 전쟁 기록으로 행로를 시작하여 그의 역할에 의하여 역사에서 그늘져 온 것과 인디언 전쟁에서 운명이었다.

## 남북 전쟁

### 매클렐런과 플리즌턴

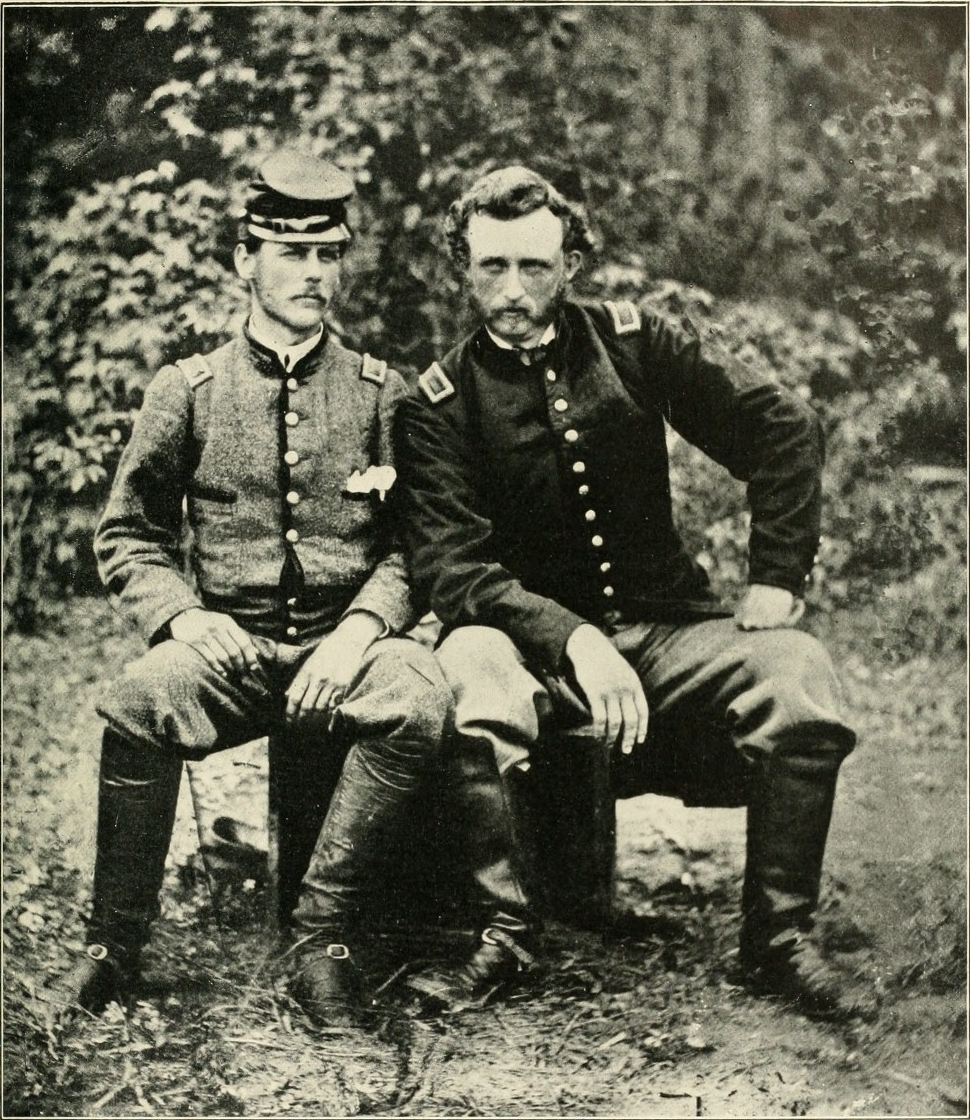
버지니아주 페어오크스에서 자신의 전 동창생이자 조지프 E. 존스턴 장군의 측근이며, 포로로 잡힌 남군의 중위 제임스 배롤 워싱턴과 함께 (1862년)

커스터는 제2 미국 기병대의 소위로서 임관되었고, 육군 사령관 윈필드 스콧이 자신에게 소장 어빈 맥도월에게 전갈을 특파한 제1차 불런 전투에서 즉시 자신의 연대에 입대하였다. 전투 후에 그는 1862년 반도 전역 운동의 이른 날들을 통하여 자신이 복무한 제5 미국 기병대에 다시 위탁되었다. 5월 24일 남군의 조지프 E. 존스턴 장군의 추적이 있는 동안 커스터는 뉴브리지 위의 치카호미니 강을 건너 4개의 미시간 기마대의 일단들과 공격을 지도하는 데 자신을 허용하는 데 대령을 설득시켰다. 공격은 성공적이었으며 50명의 남군을 사로잡았다. 포토맥 군의 사령관 조지 매클렐런 소장은 그 일을 "매우 용감한 업무"로 감수하여 직접 커스터를 축하하였고, 그를 대위의 일시적 계급과 함께 부관으로서 자신의 참모로 데려왔다.
매클렌런이 명령에 덜어질 때 커스터는 중위의 계급으로 되돌아가고 앤티텀 전투와 챈슬러스빌 전투를 위하여 제5 기병대로 돌아왔다. 그러고나서 커스터는 기병대의 분할을 명령한 앨프레드 플리즌턴 소장의 활동 범위로 떨어졌다. 소장은 커스터를 사치스런 군복들의 세상과 정치적 공략으로 소개시켰고, 젊은 중위는 그의 부하가 되어 자신의 연대와 자신의 지위를 지속하는 동안 플리즌턴의 참모로 지냈다.
챈슬러빌 전투가 끝난 후, 플리즌턴은 포토맥 군의 기병대 사령관이 되었고, 그의 첫 지위는 로버트 리의 군대에 위치를 정하여 게티스버그 캠페인의 시작에 셰넌도어 계곡을 통하여 북쪽으로 이동하는 것이었다. 커스터는 브랜디역 전투와 앨디 전투를 포함한 캠페인을 시작한 다수의 기병대 교전들의 어떤 것에 무서워하지 않고, 공격적인 활동들에 의하여 자신을 저명하게 하였다.

### 여단의 명령과 게티스버그 전투

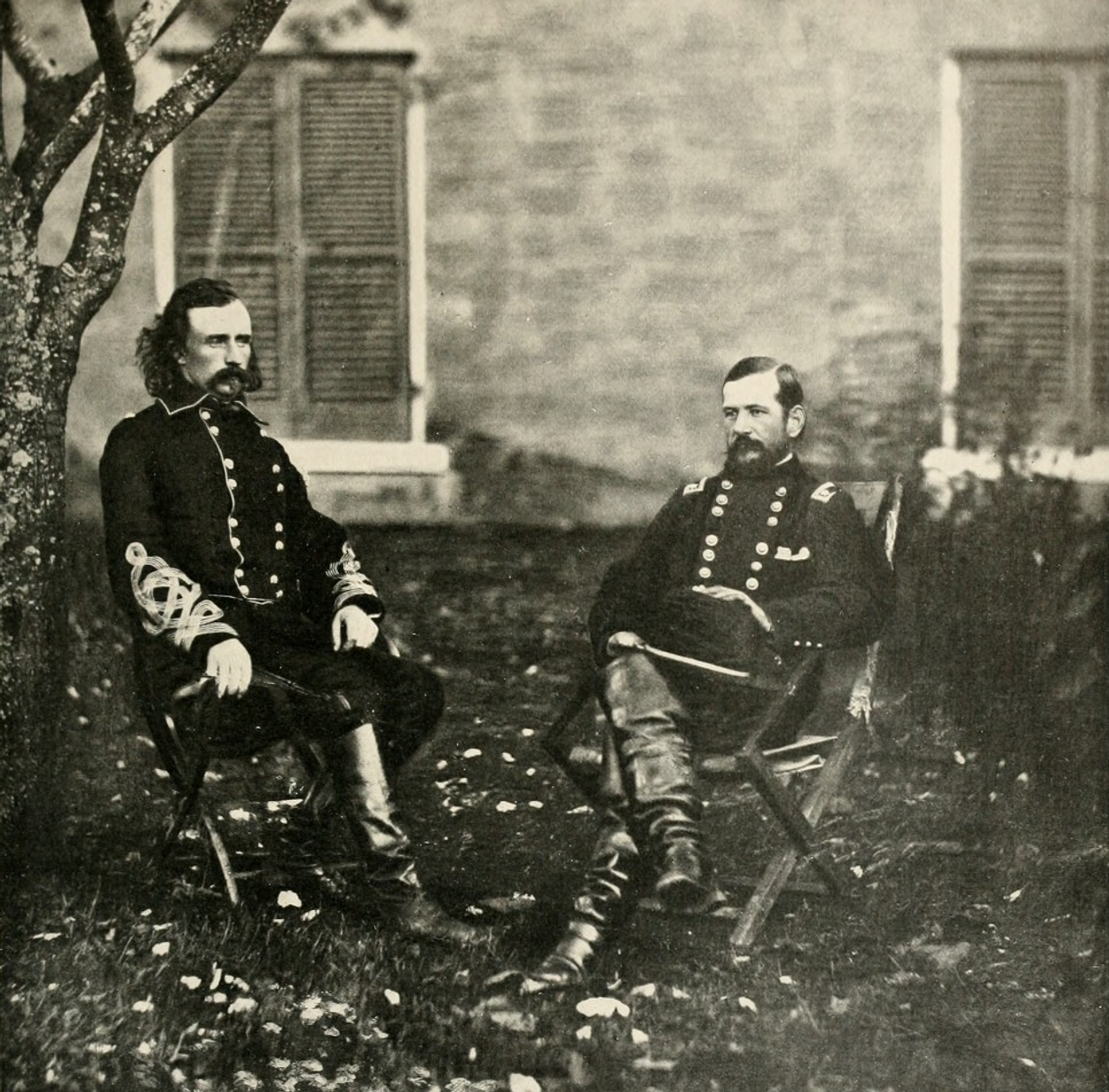
커스터와 앨프레드 플리즌턴 소장 (1863년)

게티스버그 전투에 대비하여 3일 전, 조지 미드 장군은 커스터를 중위에서 의용병들의 준장으로 명예 진급시켰다. 직접의 명령 경험이 없으면서 그는 23세의 나이에 북군의 최연소 장군들 중의 하나가 되었다. 커스터는 저드슨 킬패트릭 준장의 사단의 일부인 자신의 여단에 자신의 공격적 성격을 불어넣는 것에 시간을 잃지 않았다. 그는 게티스버그에서 주요 전투로 향하는 길에 하노버 전투와 헌터스타운 전투에서 J. E. B. 스튜어트의 남군 기병대를 상대로 싸웠다.
커스터의 전투 스타일은 어쩌다 무모하게 괴롭혀졌다. 그는 가끔 자신의 근접에 자신이 찾을 수 있던 기병들을 자극적으로 집합시켰고, 그들을 직접 적의 위치들로 곧장 대담한 급습으로 지도하였다. 남북 전쟁이 일어나는 동안 그의 거대한 속성들 중의 하나는 행운이었고, 그는 이 의무들의 어떤 것들을 생존하는 데 그것이 필요하였다. 헌터스타운에서 킬패트릭에 의하여 명령이 내려진 부적당한 의무에 커스터는 적군의 앞에서 곧장 자신의 상처를 입은 말로부터 떨어져 다수의 적군의 총들의 목표물이 되었다. 그는 질주하여 커스터의 가장 가까운 공격자들을 쏘아 안전으로 돌진을 위하여 커스터를 자신의 뒤에 타는 데 허용한 제1 미시간 기병대의 나팔수 노빌 처칠에 의하여 구출되었다.
가능하게 남북 전쟁에서 커스터의 가장 좋은 시간은 1863년 7월 3일 게티스버그의 동부에 왔다. 서부로 조지 피켓 장군의 돌격과 함께 리 장군은 북군의 뒤로 특명에 스튜어트의 기병대를 급파하였다. 커스터는 데이비드 맥머트리 그레그의 북군 기병대 사단을 스튜어트의 승마자들에 직접 교전하였다. 그는 자신 소유의 사단이 활동의 밖으로 남쪽에 주둔했던 동안 자신이 머물어 싸우는 것을 허용하는 데 그레그를 납득시켰다. 돌격의 시간들과 백병전의 싸움은 뒤이어 일어났다. 커스터는 제1 미시간 기병대의 대담하게 준비한 돌격을 지도하여 남군의 급습의 후방을 깨고 리의 계획을 물리쳤다. 스튜어트가 만약 성공하였다면 전달의 북군의 전선에 걸터앉아 일으킬 수 있던 폭행으로 숙고한 커스터는 게티스버그 전투의 노래로 찬양되지 않은 영웅들 중의 하나였다. 커스터의 여단은 게티스버그에서 257명의 군사를 잃어 어떠한 북군의 기마대 여단의 최고 피해였다.

### 결혼
1864년 2월 9일 커스터는 엘리자베스 클리프트 베이컨(1842년 ~ 1933년)과 결혼하였다. 그녀는 미시간주 먼로에서 대니얼 스탠턴 베이컨과 엘리노어 소피아 페이지에게 태어났다. 부부는 자식을 두지 않았다.

### 계곡과 애퍼매턱스 코트 하우스
1864년 필립 셰리든 아래 포토맥 군의 기병대가 재결성될 때 커스터는 자신의 지휘력을 유지하였고, 황야 전투와 스튜어트 장군이 상처를 입은 옐로 태번 전투를 포함한 오버랜드 캠페인에서 기병대의 다양한 활동들에서 일부를 가져갔다. 트레빌리언 역의 전투에서 커스터는 자신의 사단 열차들이 넘어가고, 그의 개인적 수하물이 남군에 의하여 사로잡히면서 굴욕감을 느꼈다.
남군의 장군 주벌 A. 얼리가 셰넌도어 계곡으로 내려가 워싱턴 D. C.를 위협할 때 커스터의 사단은 1864년의 계곡 캠페인들로 셰리든과 더불어 급파되었다. 그들은 윈체스터에서 남군들을 추적하였고, 세다 크리크에서 셰리든의 역습이 있는 동안 효과적으로 얼리의 군대를 파괴시켰다.
얼리를 물리친 커스터와 셰리든은 자신들이 겨울을 보낸 피터스버그 포위전에서 주요 북군의 전선들에 돌아왔다. 1865년 4월 남군의 전선들은 결국 깨졌고, 로버트 리 장군은 애퍼매턱스 코트 하우스로 자신의 후퇴를 시작하여 북군의 기병대에 의하여 무자비하게 추적되었다. 커스터는 웨인스보로, 딘위디 코트 하우스와 파이브 포크스에서 자신의 활동들에 의하여 자신을 저명하게 하였다.
커스터는 애퍼매턱스 코트 하우스에서 리의 항복에 출석하였고, 항복이 서명된 식탁은 커스터에게 그의 용감을 위한 선물로서 증정되었다. 전쟁이 끝나기 가까이 전에 커스터는 정규군에서 준장과 소장, 지원병에서 소장으로 명예 진급을 받았다. 가장 많은 전쟁 시기의 진급들로서 이 상급의 계급들은 일시적이었다.

## 인디언 전쟁

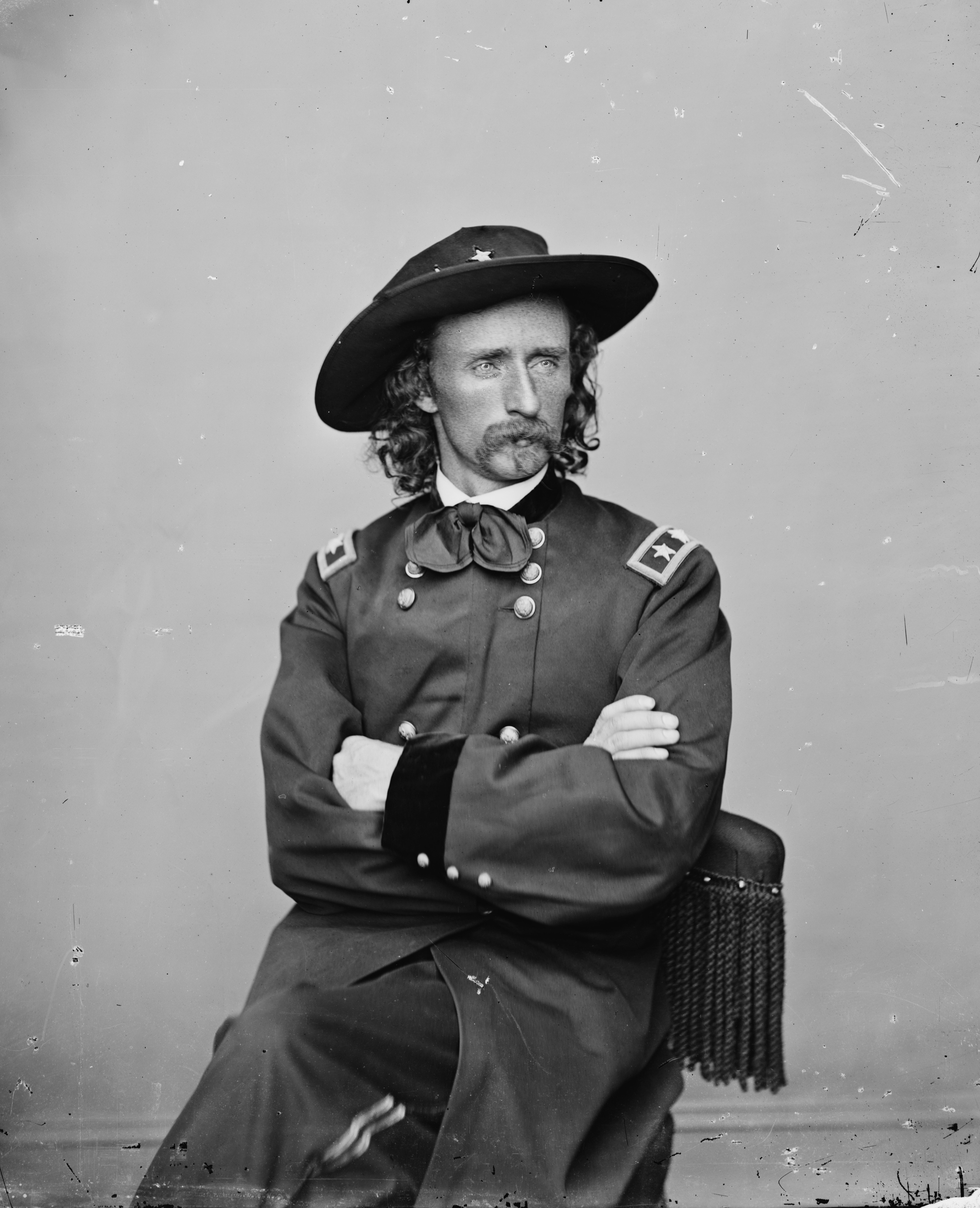
커스터의 표면적 인물 사진

1866년 커스터는 지원병 복무에 제대되어 정규 육군에서 대위의 계급으로 낮추어졌다. 필립 셰리든 소장의 요청에서 의안이 커스터를 소장으로 진급시키는 데 의회로 소개되었으나 비참하게 실패하였다. 커스터는 전임적 대령의 계급과 함께 들소의 군인들로 아려진 제10 미국 기병대의 사령관으로 제공되었으나 제7 미국 기병대의 중령의 호의에 거절하였고 캔자스주 라일리 요새에 있는 그 부대로 지정되었다. 그의 경력은 1867년 그가 휴가의 허가 없이 결석을 하여 리번워스 요새에서 그가 군법 회의에 회부될 때 방해를 겪고, 1년간 정지를 당하였다. 이 시기 동안 커스터는 거기에서 부인과 머물고, 1868년 육군으로 복귀하였다.
커스터는 샤이엔족에 대항하는 윈필드 스콧 핸콕 장군의 원정에서 일부를 택하였다. 11월 27일 인디언 보호구역의 서플라이 요새로부터 행렬한 그는 성공적으로 와시타 강 전투에서 샤이엔족과 아라파호족의 야영지를 공격하였ㄷ. 이 일은 인디언 전쟁에서 첫 본질적인 승리로 여겨졌고, 결과로서 샤이엔 토지의 남부 분관으로 의미있는 일부는 미국이 지정한 보호 구역으로 강요되었다. 3명의 백인 죄수들은 교전이 있는 동안 해방되었고, 다른이들은 그들의 샤이엔족 체포자들에 의하여 살해되었다. 20명보다 적은 민간인들과 더불어 120명 이상의 인디언 전사들이 살해되었다. 이 민간인들의 사망은 동부에서 어떤이들을 격분시켰다.
1873년 커스터는 수족에 대항하는 철도의 조사대를 보호하는 데 다코타 영토로 보내졌다. 8월 4일 텅 강 근처에서 커스터와 제7 미국 기병대는 수족과 처음으로 충돌하였다. 각쪽에서 단 한명이 사망하였다.
1874년 커스터는 블랙힐스로 원정을 지도하여 프렌치 크리크에 금의 발견을 공고하였다. 커스터의 공고는 블랙힐스의 골드러시를 일으켰고, 사우스다코타주 데드우드의 법률이 없는 타운에 상승을 주었다. 1875년 커스터는 라코타족에게 바쳐진 화이트 버펄로 캘프 파이프에 의하여 다시는 인디언들과 싸우지 않을 것이라고 선서하였다. 커스터의 평화적 행위는 블랙힐스에서 광산들로 입수를 매입하는 데 미국 상원 위원회가 레드 클라우드와 다른 라코타족의 추장들과 만나고 있을 당시에 왔다. 종족은 결국적으로 자신들의 대지의 미국 군사의 보호를 약속한 1868년 조약의 호의에 정부의 제공을 거절하였다.

### 리틀 빅혼 전투

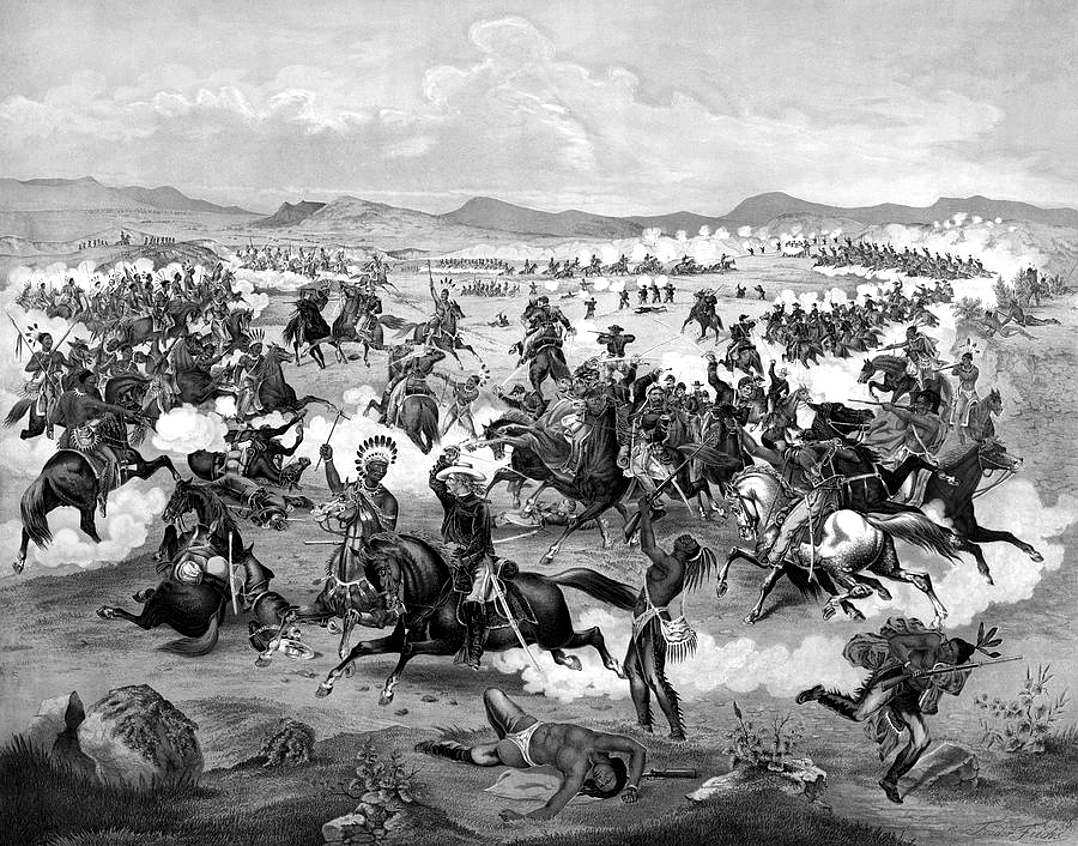
커스터의 마지막 돌격

1876년 커스터의 연대는 자신들의 지정된 보호 구역들로 한정된 데 저항한 라코타, 노던 샤이엔과 아라파호 종족들의 일원들에 대항하는 원정에 착수하는 데 예정되었다. 군사 지출에 미국 하원 위원회는 전쟁 장관 윌리엄 W. 벨크냅의 조사를 착수하였고, 커스터는 진행들에서 증언하는 데 불러졌다. 그가 소문 만으로 허락한 그의 증언은 벨크냅에 고발들을 확실히 하지 않는 것으로 보였으나 대신 율리시스 S. 그랜트 대통령의 동생 오빌 그랜트를 연루시켰다. 대통령은 커스터를 가택 연금 시키는 데 명령을 내려 그를 사령관직에서 면직시켜 그가 없이 진행으로 원정을 명령하였다. 커스터는 대통령에게 이렇게 썼다. -
```
"나의 전체 연대가 원정의 일부를 형성하고, 내가 이 군관구에서 임무에 연대의 최고령 사령관으로서 나는 공손하게 그러나 원정의 명령에 가는 것이 허용되지 않은 동안 가장 진지하게 요구한 것에 난 전장에서 나의 연대와 복무하는 데 허락될 것입니다.  나는 군인으로서 적을 만나는 데 나의 연대의 행렬을 보는 굴욕에 나를 군인으로서 쓰고 내가 그 위험들을 나누지 않음으로서 당신에게 애원합니다."
```

그랜트는 마음이 부드러워지고, 가는 데 커스터를 위한 그의 허용을 주었다. 1876년 5월 17일 제7 기병대는 링컨 요새로부터 출발하였다. 크로우 인디언의 스카우트들은 자신들이 주장한 것이 인디언들의 큰 야영지였다는 것을 커스터에게 증명하였다. 기병대의 강한 주력에 의하여 만약 공격되었다면 인디언들이 달아날 것이라고 공동적으로 생각된 당시에 이어 그는 즉시 공격하기로 결정하였다. 어떤 근원들은 당시 미국의 대중과 자신의 거대한 인기를 알아차린 커스터가 미국의 대통령을 위한 자신들의 후보로서 다가오는 집회에 민주당에 의하여 그를 후보로 지명하는 데 인디언들에 단 한번 더의 승리를 필요했다는 생각을 했다고 말한다. 그의 얼마간 자만심이 강한 야욕과 함께 이 일은 그의 마지막 전투에서 무작정한 결정들로 그를 이끌었다.
그가 얼마나 많은지 몰랐어도 커스터는 자신이 보다 수적으로 우세한 것을 알았다. 이것에 불구하고, 그는 자신의 군대들을 3개의 대부대 - 마커스 리노 소령에 의하여 하나, 프레더릭 벤틴 대위에 의하여 하나, 그리고 자신에 의하여 하나로 갈랐다. 토머스 M. 맥더걸 대위와 B 군단은 짐을 운반하는 떼와 남아있는 데 지정되었다. 벤틴이 서쪽으로 가는 데 명령을 받은 동안 리노는 마을의 남쪽으로붜 공격하는 데 명령을 받아 달아나는 여러 인디언들을 위하여 정찰하였으며, 커스터 자신은 북쪽으로 간 동안 고전적 협공 작전 운동으로 의도되었다. 그러나 리노가 자신의 활동들에서 실패하여 자신의 명령 아래 4 분의 1을 잃으면서 소심한 돌격과 함께 후퇴하였다. 그 동안 야영지에 위치를 놓은 커스터는 벤틴에게 2번째로 오라고 요청하였다. 그는 "벤틴 대위, 어서 와, 큰 마을로, 빨리, 짐을 가져와, 짐을 가져와"라고 전갈을 보냈다.
벤틴은 대신 절벽들에 방어적 자세에서 리노와 주둔하였다. 벤틴의 후퇴에 의하여 리노를 향해 온 인디언들의 전부는 이제 커스터를 향하였다. 그 일은 이 점에서 커스터가 마을의 측면에 견제적인 공격을 시도하여 자신에게 가입하는 데 당시 벤틴에게 주는 명령에서 봉우리들에 다른 군단들을 전개시킨 것으로 믿어진다. 그러나 벤틴은 전혀 오지 않았고, 그래서 군단은 강을 건너는 시도는 격퇴되었다. 인디언들의 다른 단체들은 포위 공격들을 이루어 언덕들에 기병대 군단들은 무너지고, 현재 "커스터 언덕"으로 불린 것에 함께 떨어졌다. 거기서 명령의 생존자들은 인디언들과 장거리에 달하는 발사를 교환하여 마지막 사람에게 떨어졌다.
인디언의 급습은 둘다 무자비하고 전술적으로 비범하였다. 수족 인디언들은 보통적으로 신속한 게릴라 급습들에 공격하여 아마 커스터의 이른 전투 활동들은 그들이 보통 한 것처럼 자신들이 후퇴할 것이라고 그가 확실하던 사실로 귀착시킬 수 있다. 그는 착각하였다. 결과로서 거기에는 커스터의 부대의 단 하나의 생존자가 있었으며, 수족의 군인으로서 자신을 위장한 크로우족의 스카우트 컬리였다. 많은 시체들은 절단되고, 옷이 벗겨지고 두개골이 깨졌다. 에드워드 고프리 중위는 시초적으로 커스터가 그렇게 방해되지 않았다고 보고하였다. 그는 두 발의 총탄에 맞아 사망하였는데, 하나는 왼쪽 관자놀이에, 또 하나는 가슴에 치명상을 입혔다.
커스터는 1876년 국립 묘지로 지정된 전장에 안장되었으나 1877년 10월 10일 웨스트포인트 군사 묘지에 재안치되었다.

## 논쟁적 유산

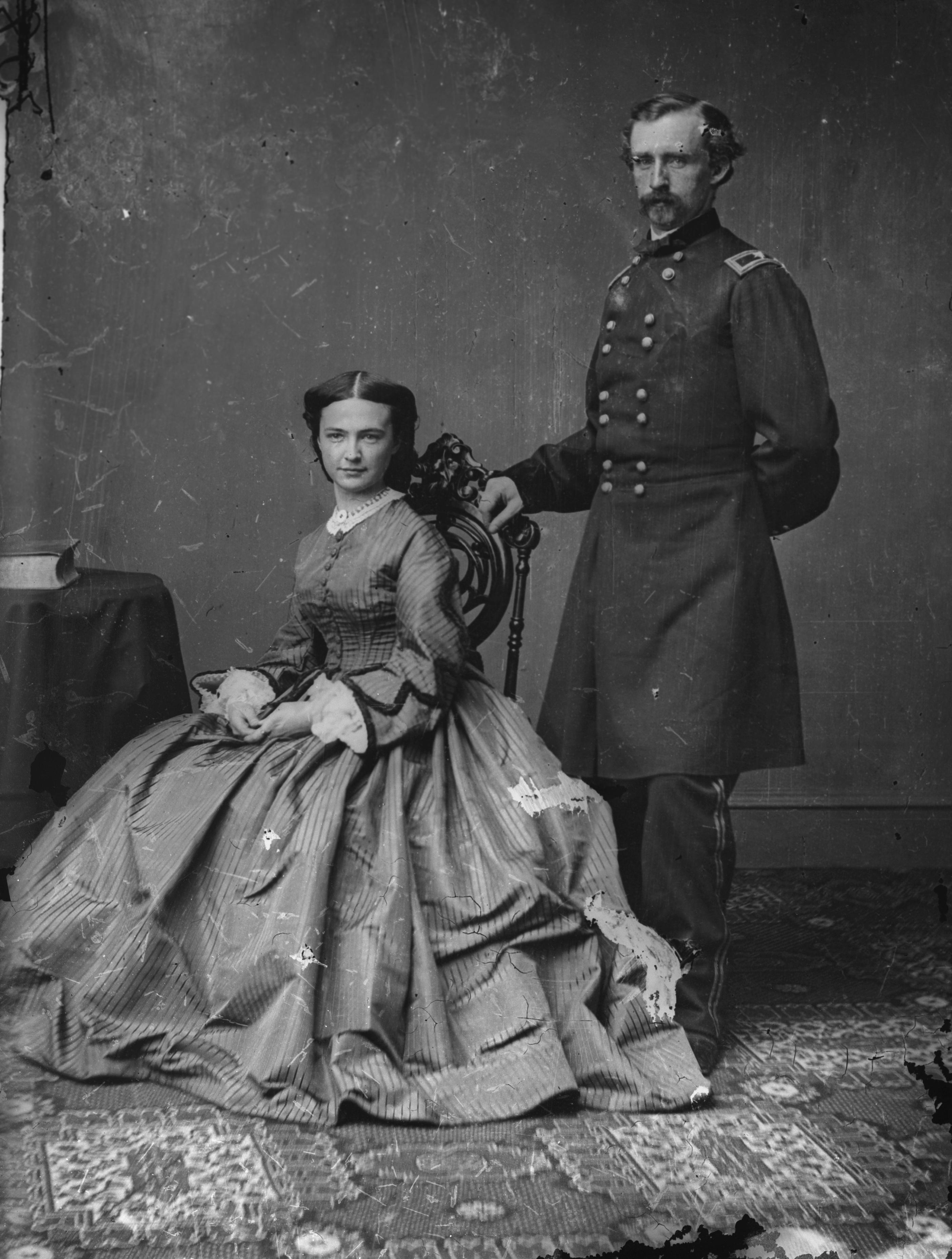
부인 엘리자베스와 함께

그의 사망 후, 커스터는 인생에서 자신을 벗어난 오래간 명예를 성취하였다. 대중은 그를 조국을 위하여 자신의 일생을 바친 비극적 군사 영웅과 신사로 보았다. 그의 많은 경계 지방 원정에 그를 동행한 커스터의 부인 엘리자베스 여사는 그녀의 사망한 남편에 관한 몇몇의 책들의 출판과 함께 이 견해를 제출하는 데 많은 일을 하였으며, 〈Boots and Saddles, Life with General Custer in Dakota〉(1885년), 〈Tenting on the Plains〉(1887년)과 〈Following the Guidon〉(1891년)이 있다. 커스터 장군은 자신이 〈My Life on the Plains〉(1874년)에 인디언 전쟁에 관하여 썼다. 그녀는 또한 〈The Custer Story〉(1950년)의 사후의 공동 저자이기도 하였다.
미국 육군의 문화 안에서 커스터는 전체로서 육군의 필요함들과 자신의 부하들의 것들의 위에 자신 소유의 필요함들을 놓은 이기주의이자 영광을 원하는 남자로서 지각되었다. 그는 지자주 자신의 캠페인들에 그를 동행하는 데 특파원들을 초청하였고, 그들의 호의적 보고들은 20세기로 들어가 잘 지속된 그의 높은 평판으로 공헌하였다. 그 일은 여러 남북 전쟁 사관보다 커스터가 더 많이 사진에 찍혔다고 믿어졌다.
커스터는 "여태까지 본 가장 우스워 보이는 것들 중의 하나... 서커스 기수가 미친 것처럼" 자신의 나타남을 묘사한 증거인 화려한 옷차림의 토대였다. 준장으로 진급된 후, 커스터는 반짝이는 군화, 단단한 올리브 코듀로이 바지, 테가 넓은 모자, 소매들에 은 가두리 장식과 검은 무명 벨벳의 단단한 경기병 재킷, 그의 옷깃에 은별들과 선원 셔츠와 붉은 크러벳을 포함한 유니폼을 뽐냈다. 그는 계피 향기가 나는 머리 기름과 관대히 뿌려진 길다린 반짝이는 고수머리에 자신의 머리털을 띠었다.
인디언 전쟁이 일어나는 동안 커스터의 활동들의 평가는 근대 세월에 실질적인 재고를 경험하였다. 많은 비판들을 위하여 커스터는 인디언 종족들에 미국 정부의 학대의 인격화와 전성이었다. 〈Little Big Man〉과 〈Son of the Morning Star〉를 포함한 최근의 영화와 책들은 커스터를 오늘날의 활동들이 가능한 해산과 군법 회의를 정당화하는 잔혹하고 살인적 군사령관으로 묘사한다.

## 같이 보기
- 커스터의 복수